# رجل بلا ظل (رواية)

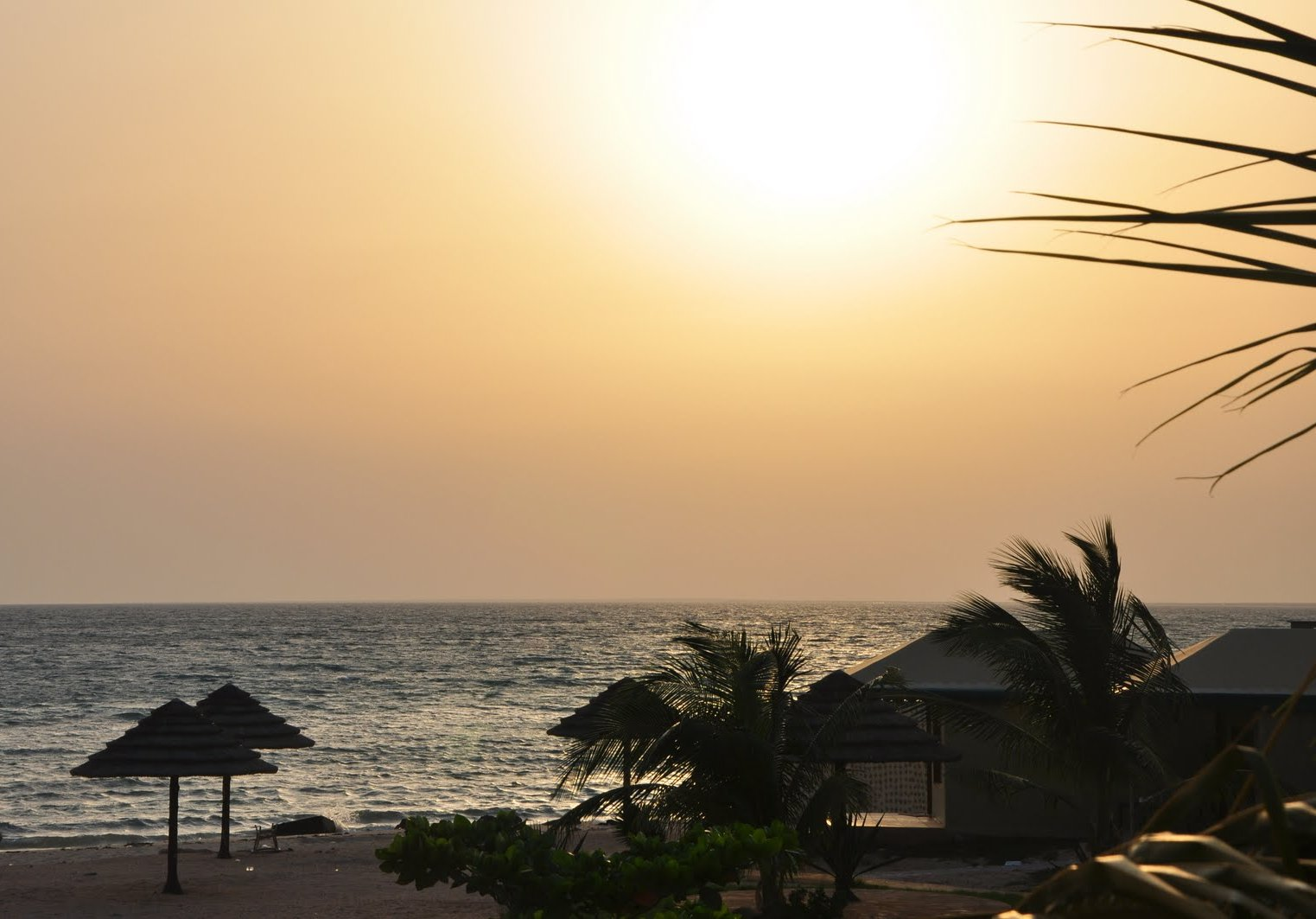
غلاف رواية رجل بلا ظل المترجمة للغة العربية.

رجل بلا ظل (بالإنجليزية: Man Without a Shadow)‏؛ هي رواية باللغة الإنجليزية للكاتب البريطاني كولن ولسن ألفها سنة 1963، وترجمتها للغة العربية مها سلمان سعود. يكتب كولن ولسن روايته طارحًا قضية قديمة قدم الإنسان على الأرض، قضية الجنس وأبعاده المادية والروحية، منطلقًا من رؤيته للجنس كقيمة تساهم في تعزيز قيم الحياة، الحياة التي تنزلق خلال أصابعنا دون أن تعلم شيئًا عن معناها وهدفها. ومعتبرًا أن كل عمل فني، كل قصيدة، كل سيمفونية كتبت هي محاولة لمنع الحياة من الانزلاق، ومحاولًا في الوقت نفسه، تفسير هذه القوة التي تبدو أقرب إلى السحر، القوة التي تستحق دراسة متمعنة تقدم للإنسان بصيص ضوء يساعده على فهم هذه القوة التي تعكس صورة الكون في سيره اللانهائي.